# FK Bečej
FK Bečej (Servisch: ФК Бечеј) is een Servische voetbalclub uit de stad Bečej.
De club speelde voor het eerst in de hoogste klasse van Joegoslavië in 1992/93 en werd 12de op 19 clubs. Na vijf seizoenen degradeerde de club en kon niet meer terugkeren naar de hoogste klasse.

## Becej in Europa
#Q = #kwalificatieronde, T/U = Thuis/Uit, W = Wedstrijd, PUC = punten UEFA coëfficiënten .
Uitslagen vanuit gezichtspunt FK Bečej
| Seizoen | Competitie    | Ronde        | Land                 | Club                  | Totaalscore | 1e W    | 2e W    | PUC |
| ------- | ------------- | ------------ | -------------------- | --------------------- | ----------- | ------- | ------- | --- |
| 1995    | Intertoto Cup | Groep 8      | Vlag van Roemenië    | FC Farul Constanța    | 1-2         | 1-2 (T) |         | 0.0 |
|         |               | Groep 8      | Vlag van Frankrijk   | AS Cannes             | 0-1         | 0-1 (U) |         | 0.0 |
|         |               | Groep 8      | Vlag van Wit-Rusland | FK Dnepr Mahiljow     | 1-2         | 1-2 (U) |         | 0.0 |
|         |               | Groep 8 (4e) | Vlag van Polen       | Pogoń Szczecin        | 2-1         | 2-1 (T) |         | 0.0 |
| 1996/97 | UEFA Cup      | 1Q           | Vlag van Slovenië    | NK Mura Murska Sobota | 0-2         | 0-0 (T) | 0-2 (U) | 1.0 |

Totaal aantal punten voor UEFA coëfficiënten: 1.0